# Station d'observation d'Asiago Cima Ekar
La station d'observation d'Asiago Cima Ekar (en italien Stazione osservativa di Asiago Cima Ekar) a été construite en 1973. Elle est gérée par l'observatoire de Padoue. Elle possède un télescope nommé Copernic, le plus grand d'Italie. Son code d'observatoire est le 098.
Il a été utilisé par le programme de recherche d'astéroïdes Asiago-DLR Asteroid Survey (ADAS). À Cima Ekar, Andrea Boattini, Flavio Castellani, Giuseppe Forti, Vittorio Goretti, Ulisse Munari et Maura Tombelli ont découvert de nombreux astéroïdes.